# Élections municipales de 2017 dans le Nord-du-Québec
Les élections municipales québécoises de 2017 se déroulent le 5 novembre 2017. Elles permettent d'élire les maires et les conseillers de chacune des municipalités locales du Québec, ainsi que les préfets de quelques municipalités régionales de comté.

## Nord-du-Québec

### Radisson
| Candidats pour la mairie       | Vote | %     |
| ------------------------------ | ---- | ----- |
| Daniel Bellerose               | 95   | 71,43 |
| Normand Lacour (Sortant)       | 38   | 28,57 |
| Taux de participation : 76,1 % |      |       |